# Џон Бергојн
Џон Бергојн (енгл. John Burgoyne; Сатон, 24. фебруар 1722 — Лондон, 4. август 1792) је био британски генерал, политичар и драматург.

## Војна служба
Први пут је учествовао у борби за време Седмогодишњег рата када је учествовао у неколико битака, углавном током Португалског похода 1762. Бергојн је најпознатији по својој улози у Америчком рату за независност. Током Саратошке операције 17. октобра 1777. предао је своју војску од 5.800 људи америчким трупама. Био је задужен да командује војском која је требало да заузме Олбани и оконча побуну. Бергојн је нападао из Канаде, али је убрзо опкољен и бројчано надјачан. Борио се две битке код Саратоге, али је био приморан да почне преговоре са Хорејшиом Гејтсом. Иако је 17. октобра 1777. издејствовао конвенцију, која би омогућила његовим људима да се врате кућама, њу је касније поништио Други континентални конгрес, па су његови људи постали ратни заробљеници. Бергојн је био критикован када се вратио у Британију, и никада више није држао активну команду.

## Писац и политичар
Бергојн је такође био успешан драмски писац, познат по својим делима као што су 'The Maid of the Oaks и The Heiress, али његове драме никада нису достигле славу његове војне каријере. Служио је као члан Дома комуна, испред Мидхерста и Престона.